# Kagamine Rin e Len
Kagamine Rin e Len (鏡音リン ・レン?, Kagamine Rin to Len) è il secondo applicativo per il software Vocaloid della Crypton Future Media pubblicato il 27 Dicembre 2007, oltre che dei due personaggi che lo impersonificano e ne sono mascotte. Benché entrambi doppiati da Asami Shimoda, Rin è una voce femminile mentre Len maschile. Il loro cognome "Kagamine" è la combinazione delle parole "Kagami" (鏡, specchio) e "Ne" (音, suono).

## Storia
Al momento della ideazione di Kagamine Rin e Len, la Crypton Future Media aveva intenzione di realizzare un vocaloid dotato della voce di una ragazzina, sulla falsariga di Miku Hatsune, tentando però di accontentare anche chi aveva richiesto la voce di un ragazzo. Per tale ragione la Crypton Future Media assunse una doppiatrice in grado di coprire adeguatamente entrambi i ruoli: Asami Shimoda. Nonostante contenesse due database vocali, il pacchetto è stato immesso sul mercato con lo stesso prezzo del precedente pacchetto di Hatsune Miku.
Lo sviluppo di questo concetto prevedeva inizialmente due voci gemelle di una ragazza e la propria immagine speculare ma di sesso opposto, come se si trattasse di due gemelli. In seguito l'idea è stata modificata affinché i due fossero effettivamente due fratelli gemelli. Alla fine, la Crypton però ha preferito non dare alcuna indicazione sul grado di parentela di Rin e Len, lasciando che la loro relazione potesse essere oggetto di interpretazione della fantasia del pubblico.
Al momento della registrazione nel 2007, i nomi di Rin e Len non erano ancora stati decisi. I nomi "Rin" e "Len" furono decisi unicamente per l'assonanza con le parole inglesi "right" e "left" ("destra" e "sinistra") secondo quanto raccontato da Asami Shimoda, benché durante un'intervista successiva, la stessa Shimoda ha rivelato che l'origine dei nomi fossero i personaggi Ken e Lynn dell'anime Ken il guerriero. Secondo Asami Shimoda, la voce di Len è stata ottenuta cantando di petto, mentre Rin ha un registro molto più acuto.

## Kagamine Rin e Len nei media
Kagamine Rin e Len così come Hatsune Miku e Megurine Luka sono fra i protagonisti del manga Maker Hikōshiki Hatsune Mix e dei videogiochi Hatsune Miku: Project DIVA , Hatsune Miku: Project DIVA 2nd e Hatsune Miku: Colorful Stage!
Durante la stagione del 2008 del campionato Super GT il team MOLA ha utilizzato una vettura BMW Z4, su cui era raffigurata un'immagine di Rin e Len.
Kagamine Rin e Len hanno fatto anche apparizioni cameo in alcuni anime come Sayonara Zetsubō-sensei e Maria Holic

## Sviluppo
Il primo pacchetto di voci di Kagamine Rin e Len è stato ritirato dal mercato per via di una serie di denunce. Il secondo pacchetto, denominato ACT2, è uscito il 12 luglio 2008. In seguito all'uscita di Hatsune Miku: Append, è stato pubblicato Kagamine Rin and Len: Append. Le modulazioni della voce di Rin sono "potente", "calda" e "dolce"; quelle della voce di Len sono "potente", "fredda" e "seria".
Per la piattaforma VOCALOID4 è stato pianificato un aggiornamento, Kagamine Rin / Len V4X, pubblicato il 24 dicembre 2015.